# Festungsartillerie

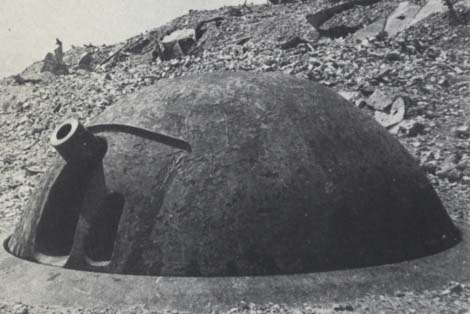
Halbkugelförmige Turmhaubitze M9 im Werk Verle

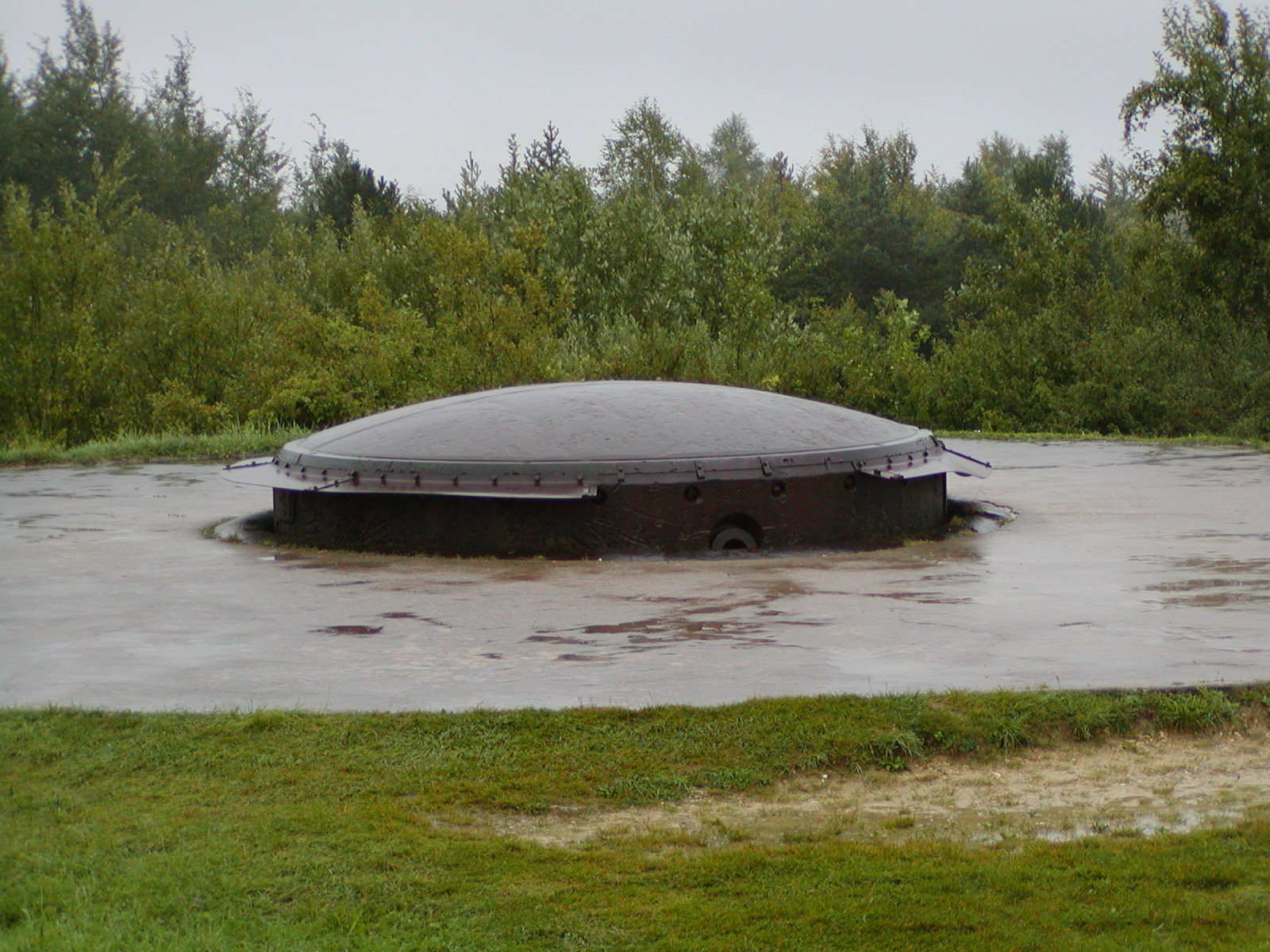
Tourelle Galopin de 155 mm R modèle 1907 im Fort Douaumont

Die Festungsartillerie ist ein Zweig der Artillerie, der stationär in Festungen zur Abwehr von Belagerungen eingesetzt worden ist. Die hierfür verwendeten Geschütze werden Festungsgeschütze oder Defensivgeschütze genannt, wenn sie nur stationär einsetzbar waren. Daneben wurden auch oftmals feldbewegliche Geschütze aller Art hier eingesetzt.

## Verwendung

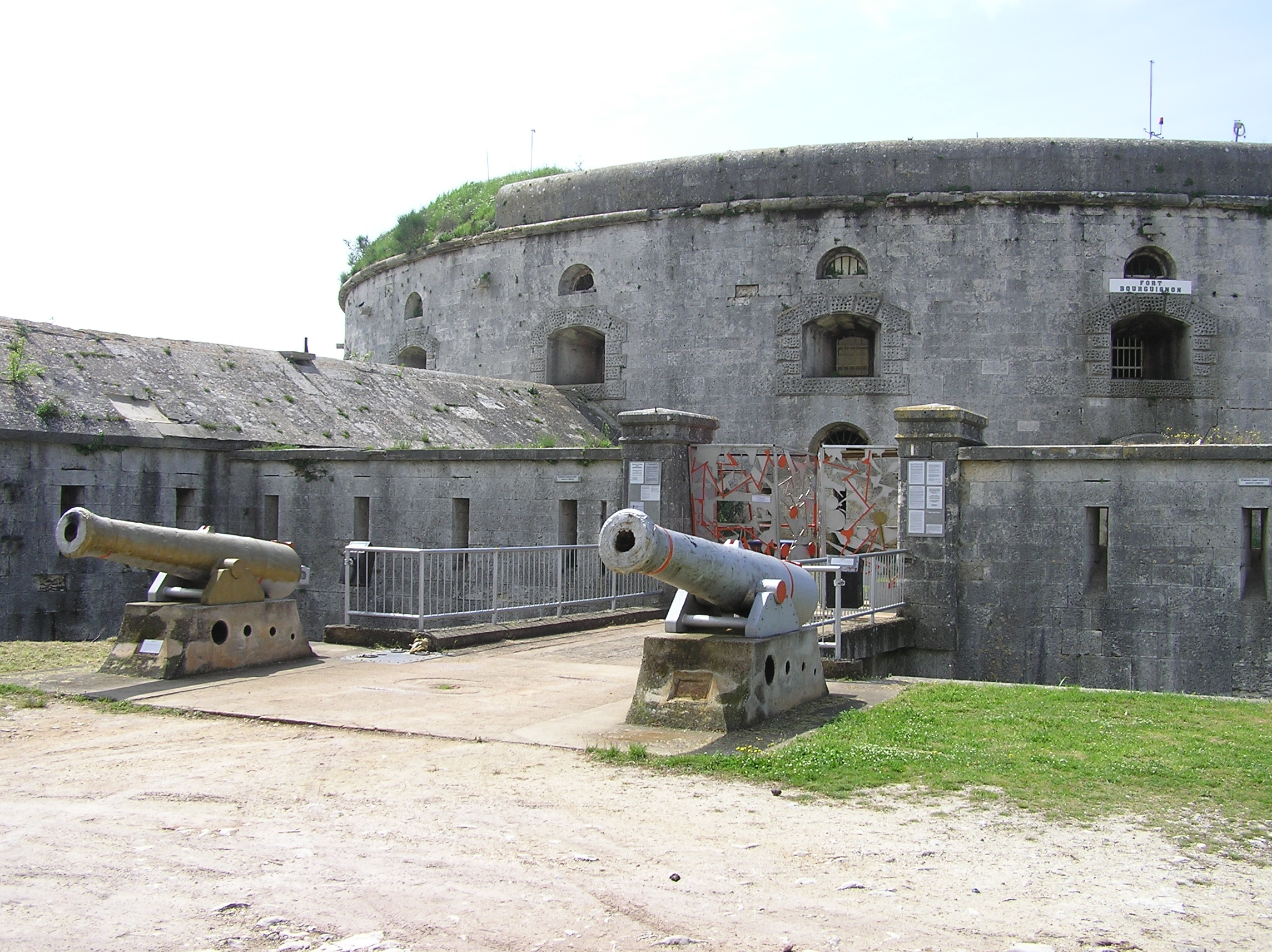
Festungsgeschütze des Fort Bourgignon in Pula. Ursprünglich mit Blocklafetten ausgestattet.

Als Festungsgeschütze wurden Waffen vor allem großer Kaliber verwendet. Das reichte von Wallbüchsen bis hin zu 32 Pfündern noch mit Vollkugeln, von der 6-cm-Schnellfeuerkanone im Kehlkoffer bis hin zum 34,5-cm-Geschütz in der türkischen Festung Chemenlik in Çanakkale.
Es kamen sowohl Waffen zum Einsatz die auf den Wällen freistehend über Bank oder in offenen Kesselbettungen postiert waren (letzteres wurde bis zum Ende des Zweiten Weltkrieges allerdings fast ausschließlich zur Küstenverteidigung praktiziert – diese Art Geschütze war häufig auf Verschwindlafette montiert, die das Rohr nach dem Schuss durch den Rückstoß mittels eines komplizierten mechanischen Systems unter die Deckungshöhe absenkte) als auch solche, die durch Scharten oder aus Panzertürmen und -kuppeln feuerten.
Auch ganze Schlachtschiff-Geschütztürme wurden in Festungen eingebaut, so in der Festung Sewastopol vier Zwillingstürme 30,5 cm als Maxim Gorki I und Maxim Gorki II.
Nach dem Zweiten Weltkrieg wurde Maxim Gorki I (nunmehr als Batterie Nr. 30 bezeichnet) wieder aufgebaut und mit zwei 30,5 cm Drillingstürmen des Schlachtschiffes Poltawa bestückt. Auch in der Festung Toulon wurden solche Schiffstürme verwendet.

## Bauweise und Einsatzmöglichkeiten
Bei Scharten war es zunächst unabdinglich diese größer als notwendig zu halten, um dem Geschützrohr die notwendige Höhen- und Seitenrichtung zu ermöglichen. Es kam dann die Idee der Minimalschartenkanone auf, mit deren Technik der Mauer- oder Schartenpanzerdurchbruch auf das geringstmögliche Maß verringert werden konnte.

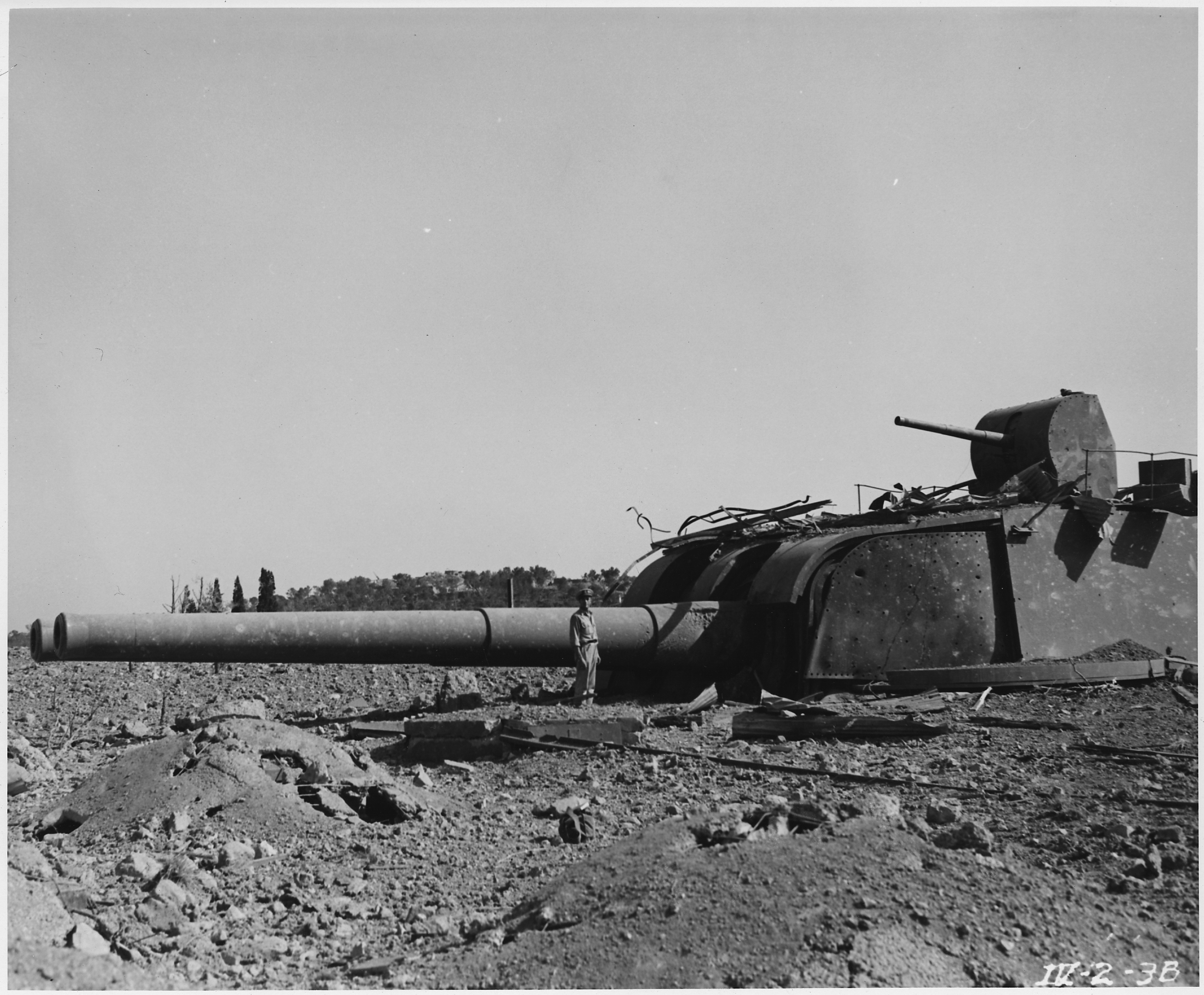
Zerstörter Geschützturm in der Festung Toulon

Bei den Festungen aus den ersten Jahren des 20. Jahrhunderts verschwanden die Geschütze der Hauptbewaffnung zusehends unter Panzerkuppeln, so wie in den österreichisch-ungarischen Festungswerken auf der Hochfläche von Lavarone/Folgaria. Dort kam ein Novum beim Bau von Geschütztürmen zum Einsatz: Bei der 10-cm-Turmhaubitze T.H. M.9 musste als Minimalschartenkanone im Feinrichtbereich nicht jedes Mal der ganze Turm bewegt werden.
Ebenfalls neu zur damaligen Zeit waren die versenkbaren Panzerkuppeln in den Forts der Festungen Verdun und Metz. Hier war die Panzerkuppel in vertikalen Schienen geführt und mit einem oder mehreren Kontergewichten austariert. Die Kuppel konnte von einem Mann mittels Handrad aus- und eingefahren werden. Hierbei schmiegten sich die Türme in Verdun (Fort Douaumont, Fort Souville, Fort Vaux und die anderen modernen Werke) flach an die Betondecke an, während in Metz (Feste Kaiserin) und auch in der Feste Kaiser Wilhelm II. in Mutzig die Panzerkuppeln auch nach der Absenkung noch eklatant hervorragten. Bei beiden Systemen wurde jedoch die Kuppel nur so weit angehoben, dass gerade eben die Geschützmündung der Haubitze (eine größere Rohrlänge war bauartbedingt nicht möglich) über den Vorpanzer freikamen. Diese extrem kurzrohrigen Haubitzen (Kaliberlänge L13 oder L14) waren bei manchen Abwehranlagen so eingerichtet, dass sie mit schwächster Ladung (1. Ladung) Infanterieangriffe noch unmittelbar im Festungsvorfeld mit Schrapnellen abwehren konnten. Der Nachteil der versenkbaren Türme war der stark eingeschränkte Höhenrichtbereich, der diesen wegen der Rohrlänge als Haubitze bezeichneten Geschützen dann doch nur das Feuer in der unteren Winkelgruppe gestattete.
Auch die – in Deutschland Zwischenraumstreiche, in Österreich-Ungarn Traditorenbatterie genannten – Geschütze zählen zu den Festungsgeschützen. Sie waren meist von mittlerem Kaliber (7,5 cm oder 8 cm) und die in der Regel hinter Panzerscharten aufgestellten Kanonen deckten die von der Hauptartillerie nicht einzusehenden Räume an den Flanken. Sie waren in das Hauptwerk für Feindeinsicht verdeckt eingebaut und konnten so durch Artillerie nicht direkt bekämpft werden.

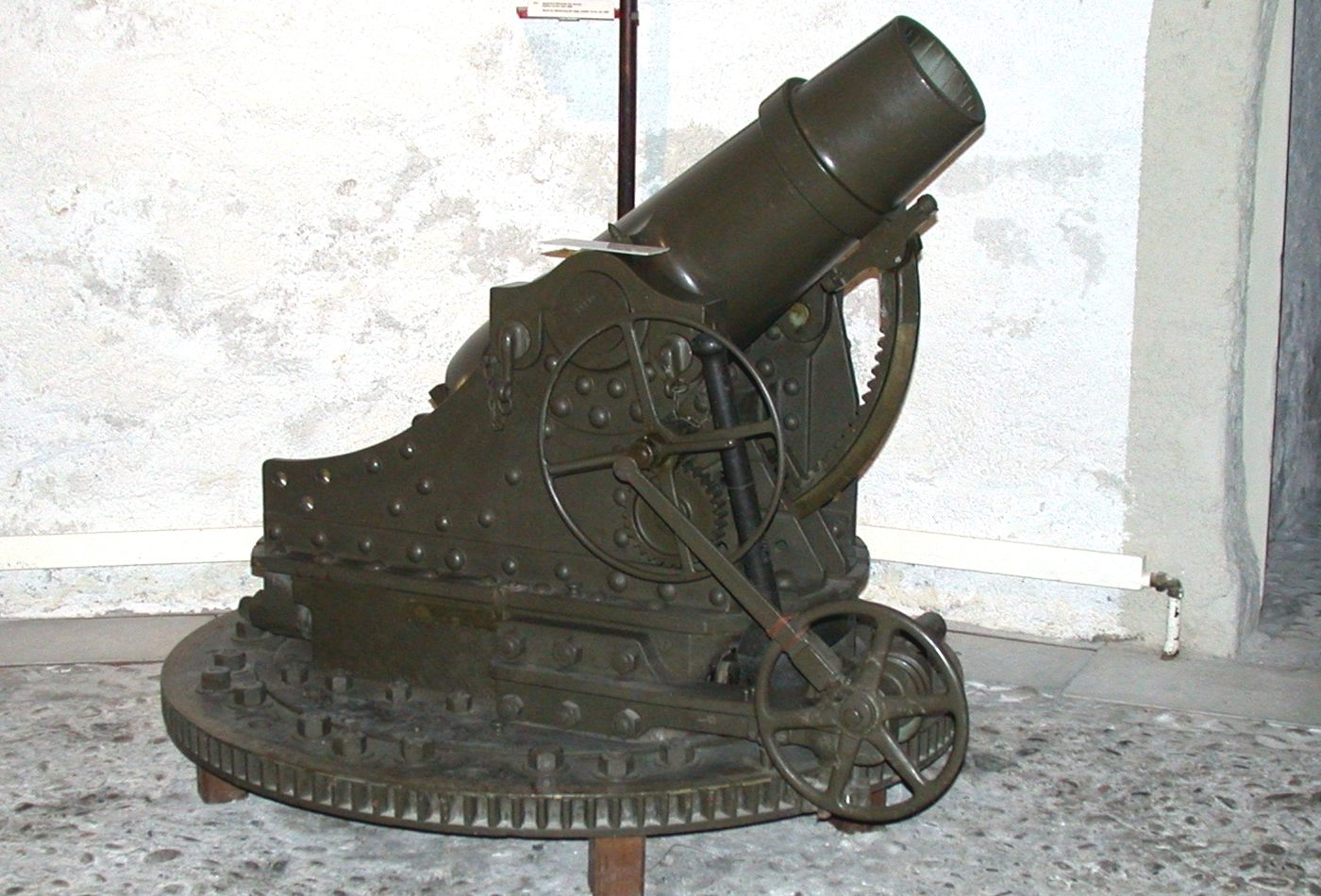
15-cm-Positionsmörser Ord 1882 L 25, Standort Waadtländisches Militärmuseum Morges, Schweiz

Für die in älteren Festungen noch verwendeten Mörser gab es die Mörserbatterien, meist in der Spitze einer Kaponniere untergebracht. Sie sind leicht an den großen, bogenförmigen Ausschussöffnungen zu erkennen. Diese Art Festung war ursprünglich mit Kanonen auf den sogenannten Blocklafetten (die gleichen wie auf Segel-Kriegsschiffen) ausgestattet. Sowohl aus Kosten- als auch aus praktischen Gründen ging man dann dazu über, wo dies räumlich möglich war, Feldgeschütze aufzustellen.

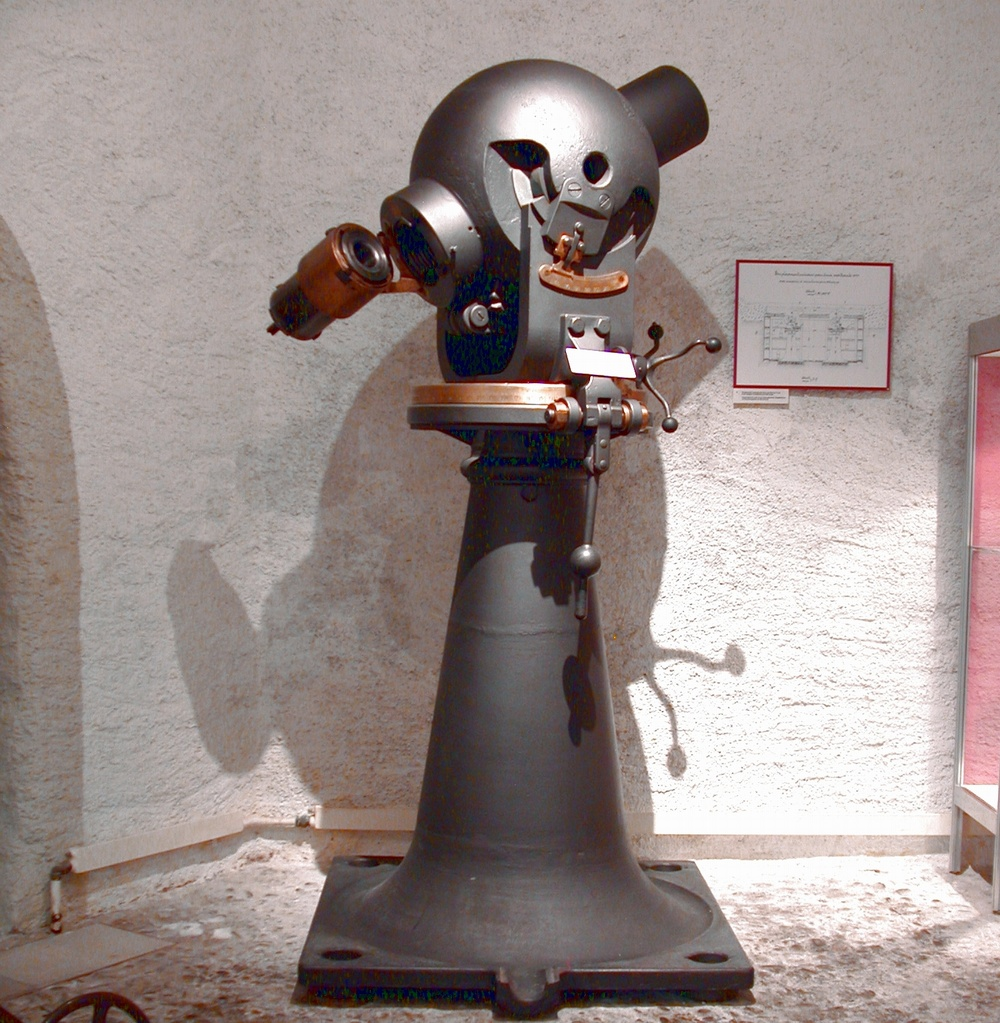
Kugelmörser 12 cm Ord 1888, Standort Waadtländisches Militärmuseum Morges, Schweiz

Der von der Magdeburger Grusonwerk hergestellte 12-cm-Kugelmörser Ord 1888 wurde in schweizerischen Befestigungsanlagen zur Nahabwehr verwendet. Mit einer Elevation von 30 bis 60 Grad konnte er zur Rundumverteidigung in allen Richtungen bis zu einer Schussdistanz von 3 km eingesetzt werden. Er verschoss die Granaten der 12-cm-Geschütze Ord 1882–1891. Ohne mechanischen Rohrrücklauf wurde der Rückstoß durch die Lafette und die die Kugel umgebende Panzerplatte aufgenommen.

## Geschützmaterial
Bedingt durch die Tatsache, dass Festungen relativ selten in Kampfhandlungen verwickelt wurden, wurde das Geschützmaterial im Laufe der Jahre vernachlässigt und überalterte nicht selten. Die italienischen Küstenhaubitzen, die im Jahre 1915 gegen Österreich-Ungarn eingesetzt wurden, waren beispielsweise alle ohne Rohrrücklauf und bereits beim Kriegsausbruch völlig veraltet. Es kam auch vor, dass veraltete Feldartillerie die noch älteren Stücke in den Festungen ersetzen musste.
Mit der schwindenden Bedeutung von Festungen haben auch die Festungsgeschütze ihre Funktion im Wesentlichen eingebüßt, wiewohl es noch einige Länder mit festungsähnlichen Anlagen geben mag.
Situation in der Schweiz:
Die Festungsartillerie der Schweizer Armee erlebte ihren größten Ausbau während des Zweiten Weltkriegs im Rahmen des Schweizer Reduits. Ab 1995 standen noch zwei Waffensysteme im Einsatz: die 15,5 cm Festungskanone 93 L52 BISON und der 12 cm Festungsminenwerfer 1959. Im Jahr 2011 wurde die Festungsartillerie aus Kostengründen und wegen ihres immer geringeren militärischen Nutzens außer Dienst gestellt.